# Allan Grant
Allan Grant (Nova Iorque, 23 de outubro de 1919 — Brentwood, 1 de fevereiro de 2008) foi um fotojornalista da revista Life. 
Autor da última foto da actriz Marilyn Monroe e das primeiras de Marina Oswald, esposa de Lee Harvey Oswald, assassino de John F. Kennedy.
Nascido em Nova Iorque exerceu fotografia desde a adolescência, e trocou os modelos de avião pela câmara fotográfica. Trabalhou num laboratório de fotografia, onde revelou fotos de notáveis fotógrafos tais como Alfred Eisenstaedt e Robert Capa. 
Allan Grant começou a trabalhar como freelancer em 1945. A revista "The Magazine" contratou-o a tempo inteiro em 1946, depois de uma foto sua tirada num acontecimento em Connecticut, que foi capa da revista.